# ZEN drive

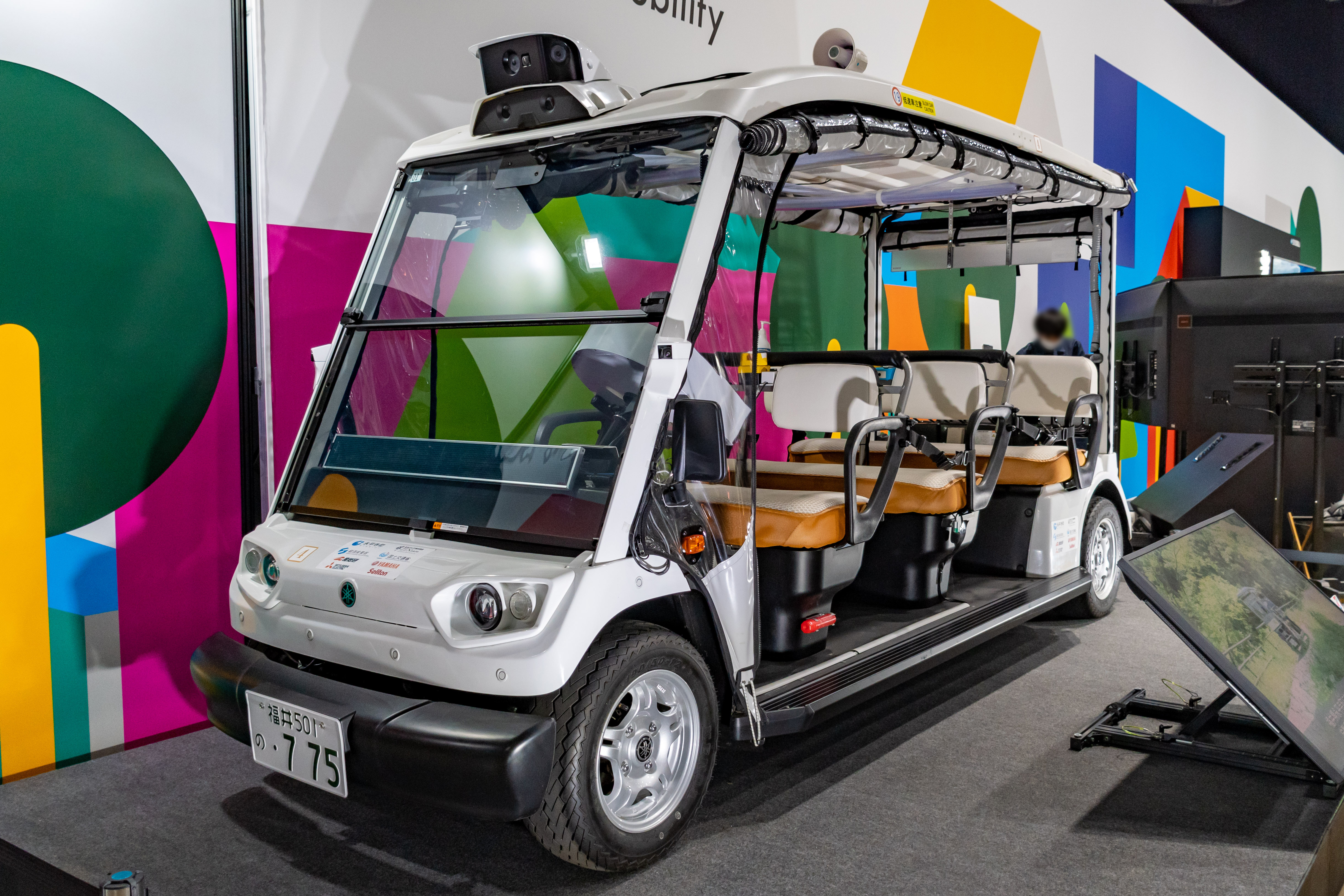
JAPAN MOBILITY SHOW 2023で展示されたZEN driveの車両

ZEN drive（ゼン ドライブ）は、福井県永平寺町を営業運行する自動運転車である。町内の遊歩道である「永平寺参ろーど」の一部区間を走行する。第三セクターである「まちづくり株式会社ZENコネクト」が運行を担っており、2023年5月には公道におけるレベル4運転を、日本でははじめて認可された。

## 歴史

### 営業開始以前の実証実験

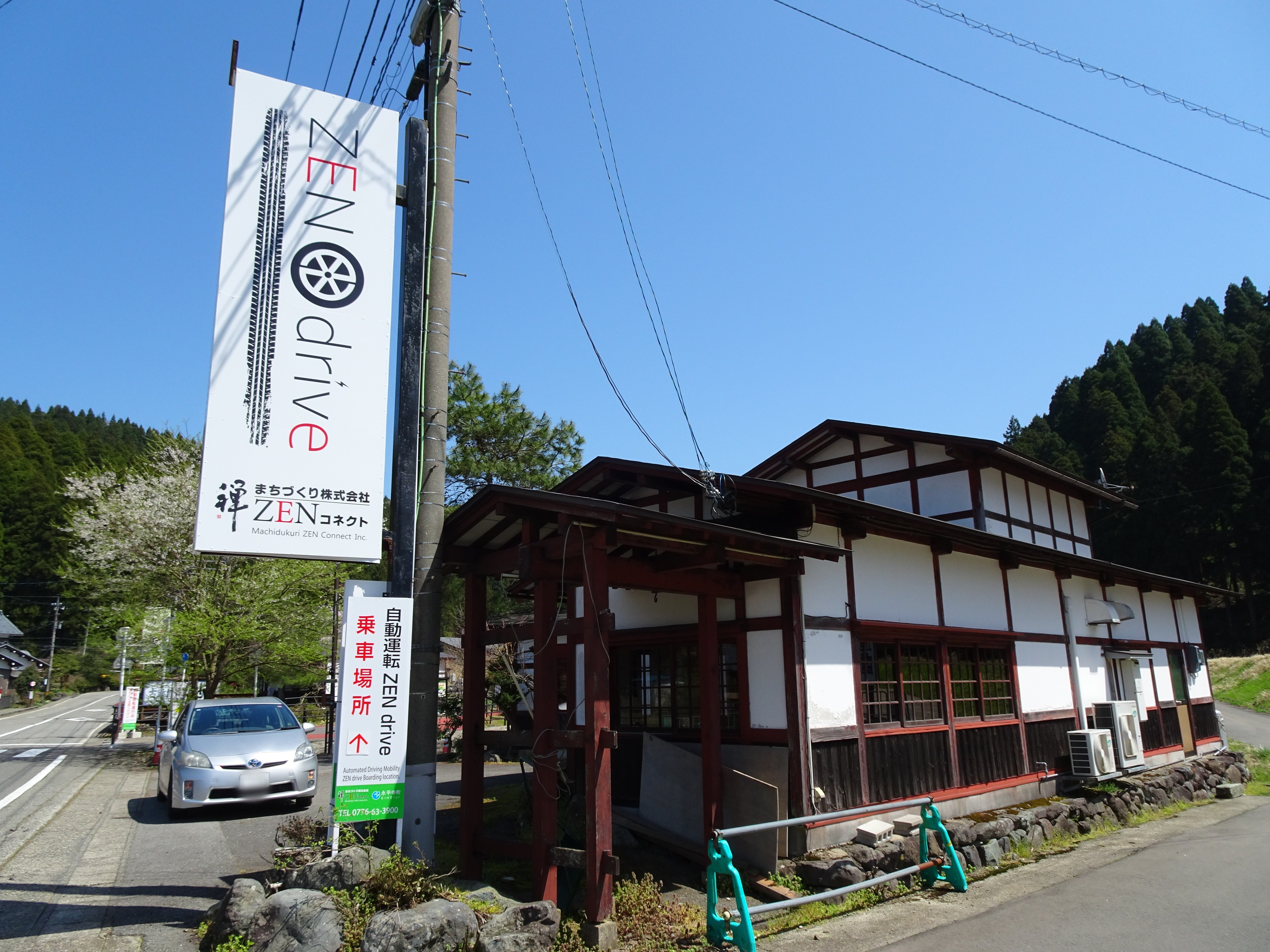
Zen drive の荒谷事務所

「永平寺参ろーど」は、2002年に廃線となった京福電気鉄道永平寺線の跡地を活用し、2014年に整備された遊歩道である。えちぜん鉄道の永平寺口駅から永平寺の近くまで伸びるこの遊歩道は、この歩道で開催されたウォーキング大会に県職員が参加したことを契機として、2017年3月14日、産業技術総合研究所が主導した自動運転プロジェクトの実験場所のひとつとして採択された。
同年10月3日から11月17日にかけて、福井県および永平寺町とパナソニックの共同プロジェクトとして、同遊歩道のうち1.4 km区間を利用した自動走行実証実験がおこなわれた。2018年11月19日には産業技術総合研究所・経済産業省・国土交通省により遠隔型自動運転の実験がはじまった。この実験には、ヤマハ発動機のゴルフカートをベースとした、遠隔ドライバーが監視・操作する最高時速12 km/h・電磁誘導線方式の無人車両が用いられた。公道での複数車両を遠隔操作する同実証実験は、世界でもはじめての試みであった。産業技術総合研究所により、2019年4月26日から5月24日までおこなわれた実証実験では10台の自動運転車が用いられ、 永平寺口駅から永平寺門前までの6km区間について地元大学生1人が同乗する4～6台の車両が往復し、無料で地元住民や観光客を運んだ。同年6月26日から12月20日までおこなわれた実証実験は公道実験の期間としては国内最長であり、10月末までに参拝客ら2400人が乗車した。

### 営業開始以降
| 荒谷停留所・志比停留所 |  | 荒谷停留所・志比停留所 |
| 荒谷停留所・志比停留所 |  |                        |

2020年12月12日より、遊歩道中の2 km区間における営業がはじまった。「ZEN drive」の名称はこのとき、公募により決定されたものであり、永平寺町公式サイトによれば、「自動走行という先端技術が、人に寄り添うものであり、永平寺町に根差した文化と、自動走行という文明が調和し、共生できる社会になる」という期待が込められた命名である。第三セクターである「まちづくり株式会社ZENコネクト（以下、ZENコネクト）」が運行を担った。
同車両は自動運転の定義におけるレベル2運転に相当したが、3月より監視員を設けないレベル3運転がはじまった。2023年5月28日より、緊急時の遠隔操作もともなわないレベル4運転が開始した。公道におけるレベル4運転の認可は、日本でははじめてのことであった。
同年10月29日、車両の1台が停めてあった子供用自転車との接触事故を起こした。けが人はいなかったものの、事故原因が究明され、十分な安全対策が確認できるまで運行は中止されることとなった。11月10日に調査結果が公表され、無人の自転車を車載カメラが自転車であると認識できず、ブレーキが働かなかったことが原因であると決定づけられた。2024年3月16日より運行を再開した。ZENコネクトは、自動運転事業をはじめた2022年度（6期）には赤字となったが、2023年度（7期）には黒字転換した。

## 運行
土・日・祝日の10時から12時、13時から15時に、荒谷停留所から、永平寺門前である志比停留所までの2 kmを、およそ10分で運行する。平日の運行はない。12月から2月は、路面の凍結や積雪を考慮し、運休となる。ヤマハ発動機株式会社の電動カートである、「AR-07：グリーンスローモビリティ」をベースとした、4台の7人乗り普通自動車が走行している。路面に埋設された、電磁誘導線とRFIDによって運行する。運賃は大人100円・中学生以下50円・未就学児無料。